# Viñuela-Rescatado
Viñuela-Rescatado, también llamado La Viñuela-El Rescatado, es un barrio de la ciudad de Córdoba (España), perteneciente al Distrito Levante. Está situado en zona sur del distrito. Limita al norte con el barrio de Sagunto; al este, con los barrios de Levante y Fidiana; al sur, con los barrios de Cañero y Fuensanta; y al oeste, con los barrios de Cerro de la Golondrina-Salesianos y San Lorenzo.

## Lugares de interés
- Plaza de Lahore